# Горловка (метеорит)
Горловка — каменный метеорит-хондрит весом 3568 грамм. По классификации метеоритов имеет петрологический тип H3-4.
Упал 17 июля 1974 года в Горловке; 48° 17' N 038° 05' E.
Падение метеорита наблюдали жители Горловки: Гарага Валентина Герасимовна, геолог; Гончаров Владимир Васильевич, геолог; Кишко Василий Григорьевич; Левченко Валентина Ивановна.
Сохранилось 5 обломков метеорита. 3161 грамм хранится в Метеоритной коллекции РАН.
Анализ скорости вступления метеорита в земную атмосферу и его атмосферной траектории показал, что у «Горловки» орбита была очень маленькой и располагалась целиком в окрестностях земной орбиты. Несмотря на то что «Горловка» не относится к углистым хондритам, он очень тёмный.

## Публикации
- Журнал «Земля и Вселенная», 1975, № 1, с.35 — метеорит Горловка